# Himertosoma bebourense
Himertosoma bebourense är en stekelart som först beskrevs av Pierre L. G. Benoit 1957.  Himertosoma bebourense ingår i släktet Himertosoma och familjen brokparasitsteklar. Inga underarter finns listade i Catalogue of Life.